# ان‌جی‌سی ۶۵۷۰
ان‌جی‌سی ۶۵۷۰ (انگلیسی: NGC 6570) نام یک کهکشان مارپیچی است.